# Oldenburgische Industrie- und Handelskammer
Die Oldenburgische Industrie- und Handelskammer ist eine von 79 Industrie- und Handelskammern in Deutschland mit Sitz in Oldenburg (Niedersachsen).
Als Körperschaft des öffentlichen Rechts vertritt sie per Bundeskammergesetz von 1956 die Interessen der Unternehmen der Region; ca. 71.498 Unternehmen (12/2022) aus den Landkreisen Ammerland, Cloppenburg, Friesland, Oldenburg, Vechta, Wesermarsch und den Städten Delmenhorst, Oldenburg und Wilhelmshaven sind Mitglieder.
Der IHK-Bereich entspricht dem ehemaligen Verwaltungsbezirk Oldenburg, der bei der Bildung des Landes Niedersachsen 1946 eingerichtet worden war. Die Grenzen bilden im Norden die Insel Wangerooge, im Süden der Landkreis Vechta. Östliche und westliche Grenzen der Kammerregion sind die kreisfreie Stadt Delmenhorst und der Landkreis Ammerland.

## Geschichte

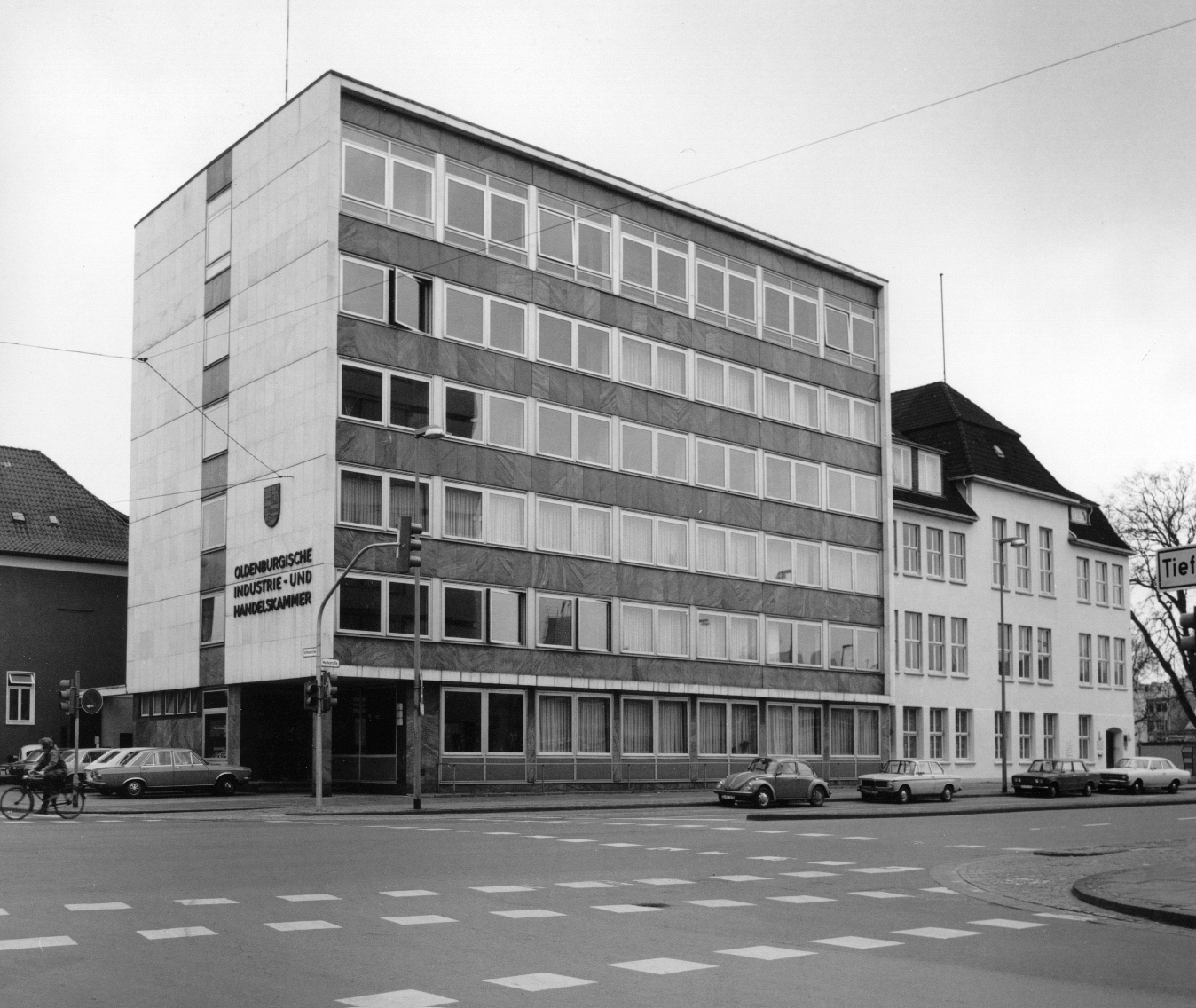
Oldenburgische IHK in den 1960er Jahren

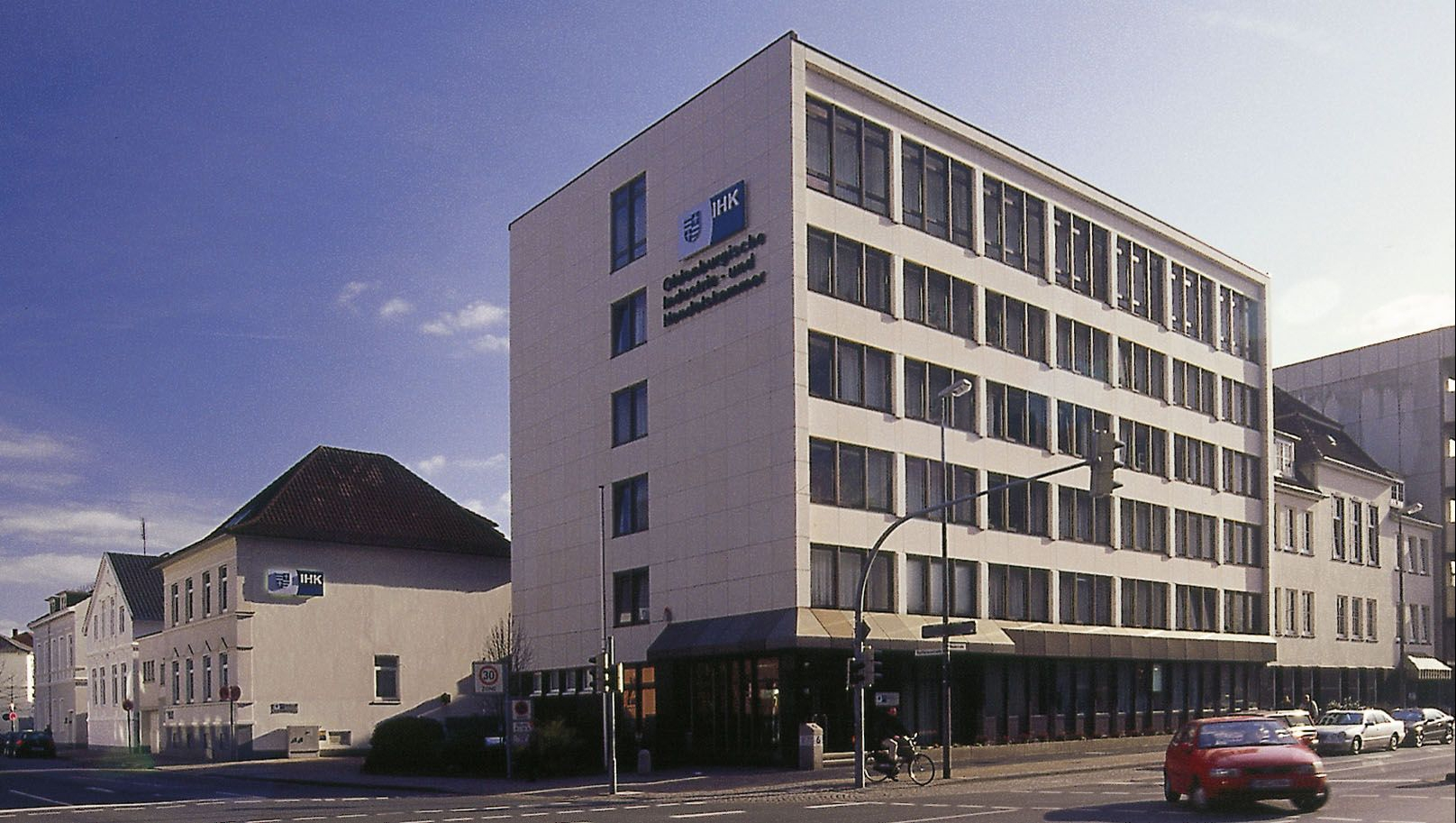
IHK-Gebäude in den 1960er Jahren und heute: Klare Linien und viel Glas prägen auch heute noch das Gesicht des Hauptgebäudes in der Moslestraße 6.

Der Vorläufer der Oldenburgischen IHK war der Oldenburgische Gewerbe- und Handelsverein.
Am 30. März 1840 kamen 66 Vertreter aus Industrie, Handel, Handwerk und Beamtentum in Oldenburg zusammen, um zu beraten, ob und in welcher Form sich eine „offizielle“ Berufsvertretung für diese Kreise schaffen ließe. Die Regierung stand den Plänen der Versammlung offen gegenüber, so dass im Februar 1841 die erste Generalversammlung des „Oldenburgischen Gewerbe- und Handelsvereins“ stattfinden konnte. Durch den Erfolg des Gewerbevereins wurden bereits in den Jahren 1882 bis 1885 die Stimmen für die Errichtung einer „richtigen“ Handelskammer lauter. So erarbeitete der Gewerbeverband auf Wunsch der Regierung den Entwurf eines Handelskammergesetzes, der seitens des Staatsministeriums dem Oldenburgischen Landtag im Jahre 1900 zugeleitet wurde. Der Landtag erließ das Oldenburgische Handelskammergesetz im Februar 1900, das im Mai 1900 in Kraft trat. Die konstituierende Versammlung der neuen Kammer fand am 11. Juli 1900 statt. Dies war die Geburtsstunde der Handelskammer für das Herzogtum Oldenburg. Das Land Oldenburg (damals noch Herzogtum) erhielt somit beinahe als letzter von allen deutschen Bundesstaaten eine Industrie- und Handelskammer. Erster Präsident wurde der Oldenburgische Unternehmer und Vorsitzende der Oldenburg-Portugiesischen Dampfschiffs-Rhederei August Schultze. Die Bezeichnung Industrie- und Handelskammer wurde erst am 1. August 1924 offiziell eingeführt.
Am 12. Juni 1908 wurde das erste eigene Gebäude in der Moslestraße 4 in Oldenburg eingeweiht.

## Organisation der Oldenburgischen IHK
Die 76-köpfige Vollversammlung, die alle fünf Jahre neu gewählt wird, ist das oberste Gremium und Beschlussorgan der IHK.
Das Präsidium wird von den Mitgliedern der Vollversammlung in einer konstituierenden Sitzung gewählt. Die Wahl des aktuellen Präsidiums erfolgte am 13. Juli 2021. Die Oldenburgische IHK wird gemeinsam durch den Präsidenten Jan Müller und den Hauptgeschäftsführer Torsten Slink vertreten. Die Oldenburgische IHK ist gesetzliches Mitglied in der Deutschen Industrie- und Handelskammer (DIHK).

## Leistungsprofil
Die Oldenburgische IHK widmet sich sechs Geschäftsfeldern: Ausbildung und Weiterbildung; Gründung und Förderung; Recht und Steuern; Innovation, Energie, Umwelt; Geschäfte weltweit; Unsere Region.
Die IHK informiert und berät Unternehmen, zum Beispiel auf den Gebieten duale Ausbildung, Außenwirtschaft, betrieblicher Umweltschutz, Innovation oder Wettbewerbsrecht. Sie nimmt hoheitliche Aufgaben für die Unternehmen anstelle des Staates wahr, zum Beispiel in der Berufsausbildung und im Sachverständigenwesen. Außerdem bündelt sie die Interessen der Wirtschaft im IHK-Bereich und vertritt sie gegenüber Politik und Verwaltung, zum Beispiel in Fragen der Regionalentwicklung und der Verkehrsinfrastruktur. Gemeinsam mit der Wirtschaft beschleunigt die IHK beispielsweise Verkehrsprojekte, wie den A1-Ausbau, den Bau der Küstenautobahn A 20, den JadeWeserPort, leistungsfähige Bahnverbindungen sowie Wasserstraßen.
Als Mitglied der Oldenburgischen Landschaft, ebenfalls Körperschaft des öffentlichen Rechts, engagiert sie sich zur Wahrung der Oldenburgischen Identität, die auch Wirtschaft und Handel der Region prägt.

### job4u–Ausbildungsmesse (Oldenburg)
Die IHK-Ausbildungsmesse job4u, seit 2008 in Oldenburg, ist von den Besucherzahlen (jährlich rund 10.000) die größte Ausbildungsmesse im Nordwesten Deutschlands und findet jährlich in den Weser-Ems-Hallen in Oldenburg statt. Mehr als 160 Firmen, Hochschulen und Institutionen beteiligen sich seither einmal im Jahr und bieten Ausbildungssuchenden eine Mischung aus Firmen-Kontaktbörse, Informationsforum und jugendgerechtem Unterhaltungsprogramm.

### Metropolregion Nordwest
Die Oldenburgische IHK engagiert sich in der Metropolregion Nordwest. 16 Städte und Landkreise aus dem Nordwesten, die Länder Bremen und Niedersachsen sowie sechs Industrie- und Handelskammern arbeiten in enger Abstimmung an den zehn ausgewählten Zukunftsfeldern der Metropolregion.